# ブラントーム (フランスの作家)
ブラントーム（フランス語：Brantôme, 1540年ごろ - 1614年7月5日）は、フランスの回想録作者、軍人、廷臣。本名はピエール・ド・ブールデイユ（フランス語：Pierre de Bourdeille）。サン＝ピエール・ド・ブラントーム修道院長（abbe de Brantôme）。

## 概略
名門の貴族の出で、ナバラ王国の宮廷で成人し、パリ、ポワティエで法律を学んだ。生涯の大半をフランス各地、ヨーロッパ諸国の漫遊と戦争への参加に費やした。ユグノー戦争ではカトリック側に参加したが、1584年落馬して重傷を負い公的生活から引退。自身の豊富な体験や見聞を記した『高名貴女列伝』（Vies des dames illustres）、『貴紳武人列伝』などを書いた。『回想録』（Memoires）として死後出版（1665年 - 1666年）された。今日も読まれているのは『著名貴婦人伝』の第2部『好色女傑伝（艶婦伝）』（les Dames galantes）で、性的に奔放であったルネサンス末期の貴婦人たちにまつわる生々しい逸話を描いた作品である。日本では永井荷風と同居していた小西茂也などが翻訳した。  

## 日本語訳
- 『艶婦伝』小西茂也訳、新樹社, 1948 
  - 『ダーム・ギャラント 艶婦伝』小西茂也訳、河出書房, 1950
  - 『ダーム・ギャラント 艶婦伝』小西茂也訳、創元社, 1952
  - 『艶婦伝』小西茂也訳、新潮文庫 全3巻, 1958
- 『ダーム・ギャラント 好色女傑伝』鈴木豊訳、講談社 全3巻, 1971 
  - 『好色女傑伝』鈴木豊訳、講談社文庫 上下, 1980
  - 『好色女傑伝』鈴木豊訳、講談社文芸文庫 上下, 2002
- 『名将伝〈抄〉』高橋薫訳 -『フランス・ルネサンス文学集 3』白水社, 2017